# Oregoniidae
Oregoniidae Garth, 1958 è una famiglia di granchi appartenenti alla superfamiglia Majoidea.

## Tassonomia
Comprende 4 generi:
- Chionoecetes Krøyer, 1838
- Hyas Leach, 1814
- Macroregonia Sakai, 1978
- Oregonia Dana, 1851